# مرسدس-آام‌گ

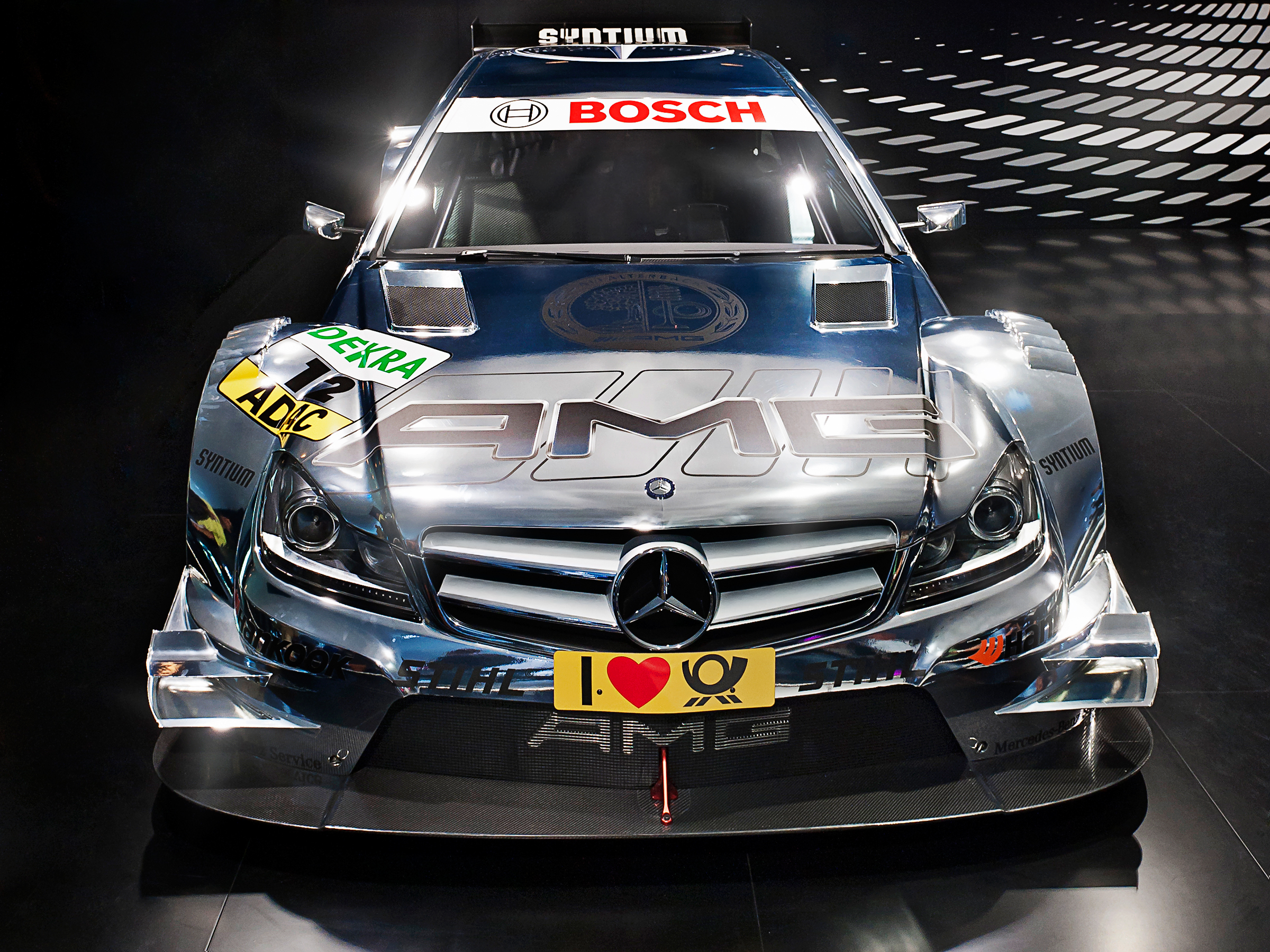
خودروی مرسدس مسابقه‌ای آام‌گ جی‌ام‌بی‌اچ از رو به رو در سال ۲۰۱۱ میلادی

مرسدس-آ اِم گِ (به آلمانی: Mercedes-AMG GmbH) که بیشتر بانام اختصاری AMG (تلفظ آلمانی: آ اِم گِ؛ تلفظ انگلیسی: اِی اِم جی) شناخته می‌شود، در سال ۱۹۶۷ با نام AMG Motorenbau und Entwicklungsgesellschaft mbH (به انگلیسی: AMG Engine Production and Development, Ltd.) توسط مهندسین اسبق شرکت مرسدس بنز در شهر بورگشتن در نزدیکی اشتوتگارت در کشور آلمان تأسیس شد. فعالیت‌های این شرکت تقویت یا اصطلاحاً تیونینگ تخصصی خودروهای مرسدس-بنز بود. دو حرف اول AM ابتدای نام این کمپانی از ابتدای حروف نام خانوادگی مهندسین Hans Werner Aufrecht و Erhard Melcher و G ابتدای نام روستای محل تولد Hans Werner Aufrecht بنام Großaspach در آشپاخ (بادن-وورتمبرگ) گرفته شده‌است.
مقر فعلی آن در شهر آفالترباخ در ایالت بادن-وورتمبرگ واقع می‌باشد.
شرکت آ اِم گِ در امور استخدام و به کارگیری مهندسین خود و همچنین عقد قرار داد با شرکت مرسدس بنز مستقل می‌باشد.
عمده فعالیت آن مانند شرکت BMW M ارتقا مشخصه‌های فنی و ظاهری خودروهای مرسدس بنز است. مدل‌های آ اِم گِ قیمت بیشتر و عملکرد بالاتر نسبت به خودروهای سری مرسدس دارند.
با توجه به علاقه روزافزون به تقویت خودرو و با در نظر گرفتن اینکه ضمانت‌نامه خودرو توسط شرکت‌های تولیدکننده خودرو در صورت تغییرات یا اصطلاحاً تیونینگ خودروها توسط شرکت‌های تیونر ابطال می‌گردد، شرکت‌های تولیدی (مانند نیسان با بخش نیسمو، یا ب‌ام‌و با بخش اِم و …) از شرکت‌های تیونر در داخل و زیر نظر شرکت تولیدکننده استفاده و بدون ابطال گارانتی اقدام به تقویت یا اصطلاحاً تیونینگ خودرو توسط شرکت تیونر زیر مجموعه خود نمودند.